# Cabrerizos
Cabrerizos es un municipio y localidad española de la provincia de Salamanca, en la comunidad autónoma de Castilla y León. Se integra dentro de la comarca de La Armuña. Pertenece al partido judicial de Salamanca y a la mancomunidad La Armuña.
Su término municipal está formado por las localidades de Aldehuela de los Guzmanes, Arenal del Ángel, Cabrerizos, Casablanca, La Carcesa, La Flecha, La Granja, Las Dunas y Vivero Forestal, y cuenta con una población de 4226 habitantes (INE 2024).

## Historia
La fundación de Cabrerizos se remonta a la repoblación efectuada por los reyes de León en la Edad Media, quedando integrado en el cuarto de Villoria de la jurisdicción de Salamanca, dentro del Reino de León, teniendo en el siglo XIII la denominación Cabrarizos. Con anterioridad, el actual despoblado de Ribas, situado en el término de Cabrerizos, había sido repoblado por el rey Ramiro II de León en el siglo X. Con la creación de las actuales provincias en 1833, Cabrerizos quedó encuadrado en la provincia de Salamanca, dentro de la Región Leonesa.

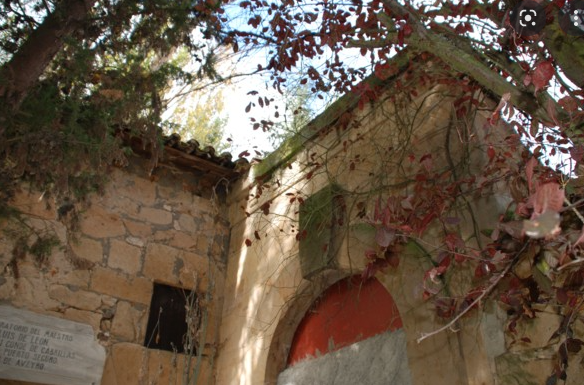
Oratorio Agustino de Fray Luis de León en Cabrerizos

## Geografía
Cabrerizos está situado a orillas del río Tormes, al lado de Salamanca. 
Linda por el sur con Santa Marta de Tormes, Pelabravo y Calvarrasa de Abajo, por el este con Aldealengua, por el norte con Moriscos, Castellanos de Moriscos y Villares de la Reina y por el oeste con Salamanca.
Está situado a cierta altura porque años atrás cuando había inundaciones todo lo que estaba alrededor del río se cubría con agua y producía destrozos. por eso al estar en altura el agua no llegaba al pueblo en esos momentos de inundación.
| Noroeste: Villares de la Reina | Norte: San Cristóbal de la Cuesta | Noreste: Moriscos y Castellanos de Moriscos |
| Oeste: Salamanca               |                                   | Este: Aldealengua                           |
| Suroeste Santa Marta de Tormes | Sur: Pelabravo                    | Sureste: Calvarrasa de Abajo                |

## Demografía
Cabrerizos cuenta con una población de 4226 habitantes (INE 2024).
| Gráfica de evolución demográfica de Cabrerizos entre 1842 y 2021                                                    |
| |
| Población de derecho según los censos de población del INE Población de hecho según los censos de población del INE |

Entre 1996 y 2006, Cabrerizos ha experimentado un explosivo aumento, de un 128,8%, en su población. Este crecimiento demográfico lo transforma en el quinto municipio de la provincia de Salamanca en cuanto al aumento de población en dicho período. Su cercanía a la capital provincial, de cuyo alfoz forma parte, le permite recoger parte de la migración residencial que se está produciendo desde aquella.

### Núcleos de población
El municipio se divide en varios núcleos de población, que poseían la siguiente población en 2019 según el INE.
| Núcleo de población       | Población |
| ------------------------- | --------- |
| Cabrerizos                | 3954      |
| Las Dunas                 | 122       |
| Aldehuela de los Guzmanes | 108       |
| Arenal del Ángel          | 58        |
| La Granja                 | 25        |
| La Flecha                 | 8         |
| Casablanca                | 5         |
| La Garcesa                | 4         |
| Vivero forestal           | 2         |

## Administración y política
| Partido político                             | 2023  | 2023  | 2023       | 2019  | 2019  | 2019       | 2015  | 2015  | 2015       | 2011  | 2011  | 2011       | 2007  | 2007  | 2007       | 2003  | 2003  | 2003       |
| Partido político                             | %     | Votos | Concejales | %     | Votos | Concejales | %     | Votos | Concejales | %     | Votos | Concejales | %     | Votos | Concejales | %     | Votos | Concejales |
| Partido Popular (PP)                         | 52,52 | 1207  | 7          | 43,74 | 1070  | 6          | 44,02 | 957   | 6          | 53,74 | 1093  | 7          | 44,88 | 811   | 5          | 32,26 | 482   | 4          |
| Partido Socialista Obrero Español (PSOE)     | 29,72 | 683   | 3          | 21,26 | 520   | 2          | 15,73 | 342   | 2          | 18,88 | 384   | 2          | 17,21 | 311   | 2          | 32,20 | 481   | 4          |
| Vox                                          | 10,66 | 245   | 1          | —     | —     | —          | —     | —     | —          | —     | —     | —          | —     | —     | —          | —     | —     | —          |
| Ciudadanos (CS)                              | 5,35  | 123   | 0          | 15,09 | 369   | 2          | 14,63 | 318   | 1          | —     | —     | —          | —     | —     | —          | —     | —     | —          |
| Iniciativa por Cabrerizos: Los Verdes (IxCV) | —     | —     | —          | 13,49 | 330   | 1          | —     | —     | —          | —     | —     | —          | —     | —     | —          | —     | —     | —          |
| Podemos                                      | —     | —     | —          | 5,19  | 127   | 0          | —     | —     | —          | —     | —     | —          | —     | —     | —          | —     | —     | —          |
| Izquierda Unida (IU)                         | —     | —     | —          | —     | —     | —          | 20,84 | 453   | 2          | 10,91 | 222   | 1          | 8,52  | 154   | 1          | 3,41  | 51    | 0          |
| Unión Progreso y Democracia (UPyD)           | —     | —     | —          | —     | —     | —          | 2,30  | 50    | 0          | 10,18 | 207   | 1          | —     | —     | —          | —     | —     | —          |
| Coalición SI por Salamanca (SI)              | —     | —     | —          | —     | —     | —          | —     | —     | —          | 2,36  | 48    | 0          | —     | —     | —          | —     | —     | —          |
| Progreso Sostenible (PS)                     | —     | —     | —          | —     | —     | —          | —     | —     | —          | —     | —     | —          | 23,46 | 424   | 3          | —     | —     | —          |
| Unión del Pueblo Salmantino (UPSa)           | —     | —     | —          | —     | —     | —          | —     | —     | —          | —     | —     | —          | 2,99  | 54    | 0          | —     | —     | —          |
| Los Verdes-Foro de Izquierdas (LVFI)         | —     | —     | —          | —     | —     | —          | —     | —     | —          | —     | —     | —          | —     | —     | —          | 16,60 | 248   | 2          |
| Candidatura Independiente Cabrerizos (CIC)   | —     | —     | —          | —     | —     | —          | —     | —     | —          | —     | —     | —          | —     | —     | —          | 12,65 | 189   | 1          |

## Cultura

### Centro cultural

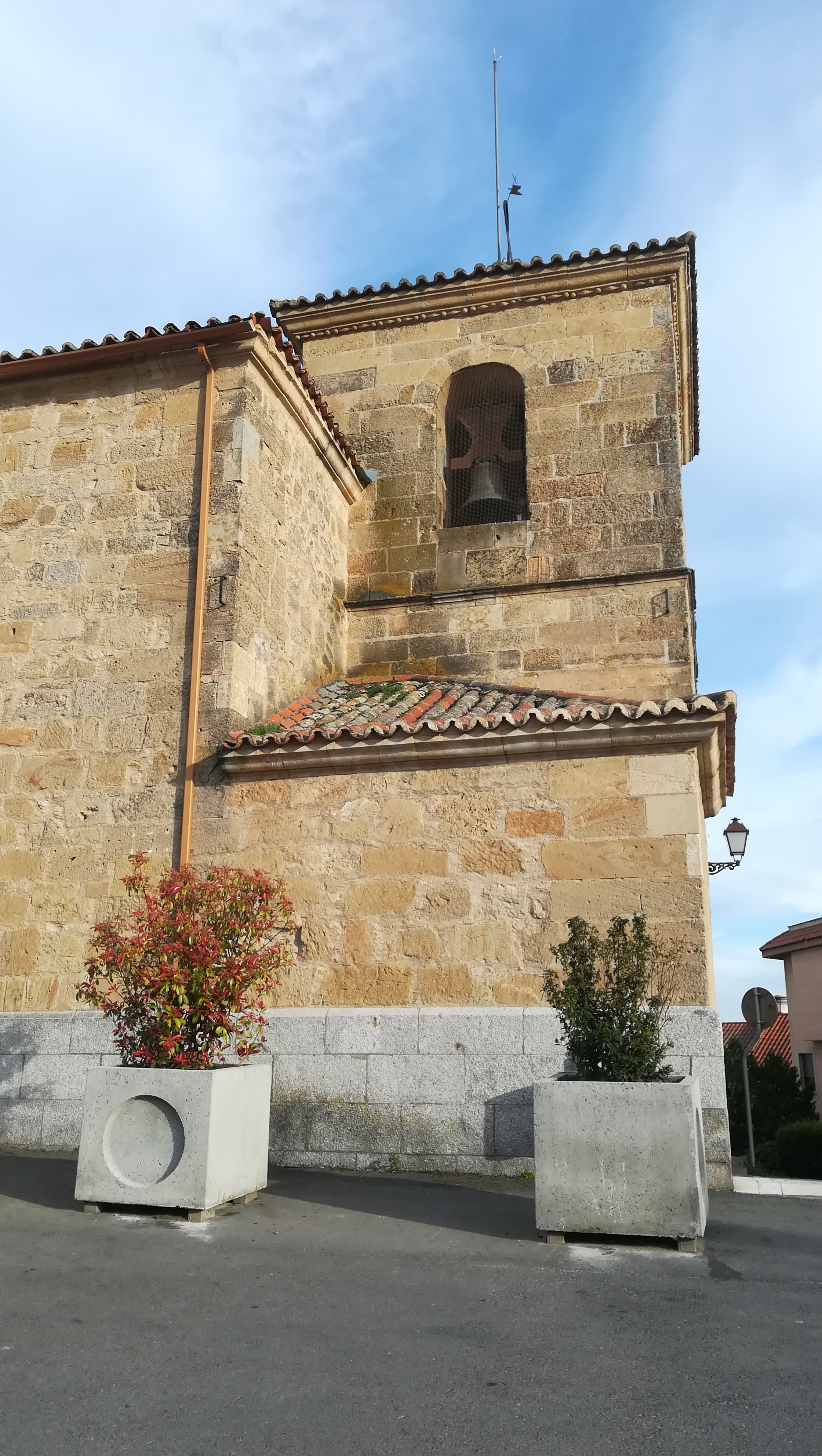
Iglesia parroquial de San Vicente Mártir

El municipio cuenta con un centro cultural en el que se encuentran:
- La biblioteca municipal Berta Pallares.[10] A lo largo del año se desarrollan en ella actividades como cuentacuentos o certámenes, además del habitual préstamo de libros.
- Diferentes salas para usos múltiples como, talleres de restauración, pintura, pilates, yoga o baile, entre otros.

### Deporte
El municipio cuenta con diferentes escuelas deportivas para la práctica de deportes como atletismo, tenis de mesa o judo, así como un centro juvenil en el que se organizan todo tipo de actividades a lo largo del año.
Cuenta también con un club oficial de baloncesto que practican dicho deporte en las instalaciones deportivas del municipio, en el pabellón municipal Vicente Del Bosque situado a las afueras del pueblo. Tanto equipos masculinos como femeninos juegan en ligas autonómicas y provinciales. También, tiene una gran variedad de equipos desde escuela hasta júnior.